# سانتا گاما اف سی
باشگاه فوتبال سانتا گاما (به انگلیسی: Santa Gema Fútbol Club) یک تیم فوتبال پانامایی در لیگ این کشور است.این تیم در ناحیه آرایکان در شهر پاناما واقع است و در سال 1986 تأسیس شده‌است.

## تاریخچه
این باشگاه در سال 1986 توسط پدرو سانچز ایجاد شد و  و در لیگ محلی ناحیه آرایکان بازی کرد. در سال 2011 سانتا گاما به لیگ ملی پاناما وارد شد .

## فهرست مربیان
- رونی روخو (2014)
- لئوپلدو (2015)[۳]